# Edurne Pasaban

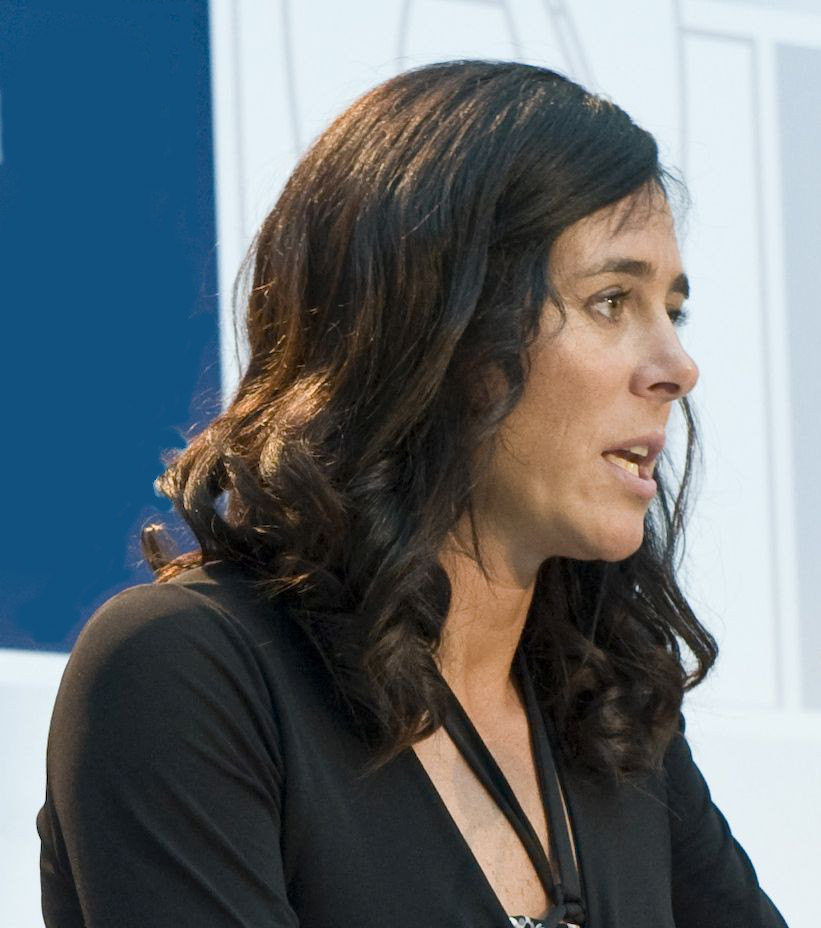
Edurne Pasaban

Edurne Pasaban Lizarribar (nascida em 1 de agosto de 1973) é uma alpinista basca espanhola. 

## Carreira
Em 17 de maio de 2010, ela se tornou a primeira mulher a escalar todos os quatorze picos de oito mil metros do mundo – e a 21ª pessoa a fazê-lo. Seu primeiro pico de 8 000 havia sido alcançado 9 anos antes, em 23 de maio de 2001, quando ela subiu ao cume do Monte Everest.

## Oito mil escalados
- 2010, 17 de maio – Shishapangma
- 2010, 17 de abril – Annapurna
- 2009, 18 de maio – Kangchenjunga
- 2008, 5 de outubro – Manaslu
- 2008, 1º de maio – Dhaulagiri
- 2007, 12 de julho – Pico Largo
- 2005, 20 de julho – Nanga Parbat
- 2004, 26 de julho – K2
- 2003, 26 de julho – Gasherbrum I
- 2003, 19 de julho – Gasherbrum II
- 2003, 26 de maio – Lhotse
- 2002, 5 de outubro – Cho Oyu
- 2002, 16 de maio – Makalu
- 2001, 23 de maio – Monte Everest